# 핫사키촌
핫사키촌(鉢崎村)은 니가타현 나카쿠비키군에 설치되었던 촌이다. 현재의 가시와자키시, 조에쓰시에 해당한다.